# Vanenga mera
Vanenga mera är en fjärilsart som beskrevs av Paul Dognin 1924. Vanenga mera ingår i släktet Vanenga och familjen Mimallonidae. Inga underarter finns listade i Catalogue of Life.